# Abergement-le-Grand
Abergement-le-Grand – miejscowość i gmina we Francji, w regionie Burgundia-Franche-Comté, w departamencie Jura.
Według danych na rok 1990 gminę zamieszkiwały 42 osoby, a gęstość zaludnienia wynosiła 10 osób/km² (wśród 1786 gmin Franche-Comté Abergement-le-Grand plasuje się na 701. miejscu pod względem liczby ludności, natomiast pod względem powierzchni na miejscu 867.).